# MacGyver
MacGyver [məˈɡaɪvə] ist eine von 1985 bis 1992 produzierte Fernsehserie, die erstmals 1987 im deutschsprachigen Raum ausgestrahlt wurde. Sie besteht aus sieben Staffeln mit 139 Episoden, 1994 folgten zwei Fernsehfilme. Schöpfer der Serie, die hauptsächlich zu den Genres Action, Krimi und Abenteuer gehört, ist Lee David Zlotoff.
Richard Dean Anderson ist der Darsteller des Protagonisten Angus MacGyver, der als eine Mischung aus Geheimagent, Abenteurer und Nothelfer oft in humanitären Missionen arbeitet, ab der zweiten Staffel für die fiktive Phoenix Foundation. Seine auffälligste Fähigkeit ist die praktische Anwendung der Natur- und Ingenieurwissenschaften und damit verbunden die kombinierte, erfinderische Nutzung alltäglicher Gegenstände. Mit dieser Begabung findet er eine Vielzahl ungewöhnlicher Lösungen für Probleme wie etwa die Flucht aus Gefangenschaft oder die Entschärfung von Sprengsätzen. Besonders wegen dieser gemeinhin als „MacGyverismen“ bezeichneten Erfindungen erlangte die Serie Kultstatus und wurde – bei mittelmäßigen Einschaltquoten in den Vereinigten Staaten – zu einem weltweiten Erfolg, darunter auch im deutschsprachigen Raum. Das Wort MacGyver fand als Synonym für einen Erfinder beziehungsweise Ingenieur Eingang in mehrere Sprachen. Unter anderem mit dem kommerziell wenig erfolgreichen Kinofilm MacGruber wurde die Serie parodiert. 2016 bis 2021 erschien ein gleichnamiges Reboot.

## Episoden, Staffeln und Filme
Siehe Hauptartikel:
- Episodenliste
- Staffeln 1, 2, 3, 4, 5, 6, 7
- Fernsehfilme Jagd nach dem Schatz von Atlantis und Endstation Hölle

Die Fernsehserie besteht aus 139 Episoden von je etwa 45 Minuten Länge. In den Vereinigten Staaten wurden sie in sieben Staffeln erstausgestrahlt, von denen die Staffeln 1 bis 6 aus jeweils 19 bis 22 Episoden bestehen und die letzte Staffel 14 Episoden umfasst. Bei der Erstausstrahlung im deutschsprachigen Raum wich der Sender Sat.1 von der Originalreihenfolge der Episoden teilweise stark ab und gruppierte die Episoden in anderer Kombination zu Staffeln. Die Staffelangaben in diesem Artikel beziehen sich, sofern nicht anders angegeben, auf die Staffel-Nummern der US-Erstausstrahlung.
1994 erschienen zwei etwa 90-minütige Fernsehfilme mit MacGyver als Titelfigur.

## Inhalt

### Überblick und Hauptfiguren

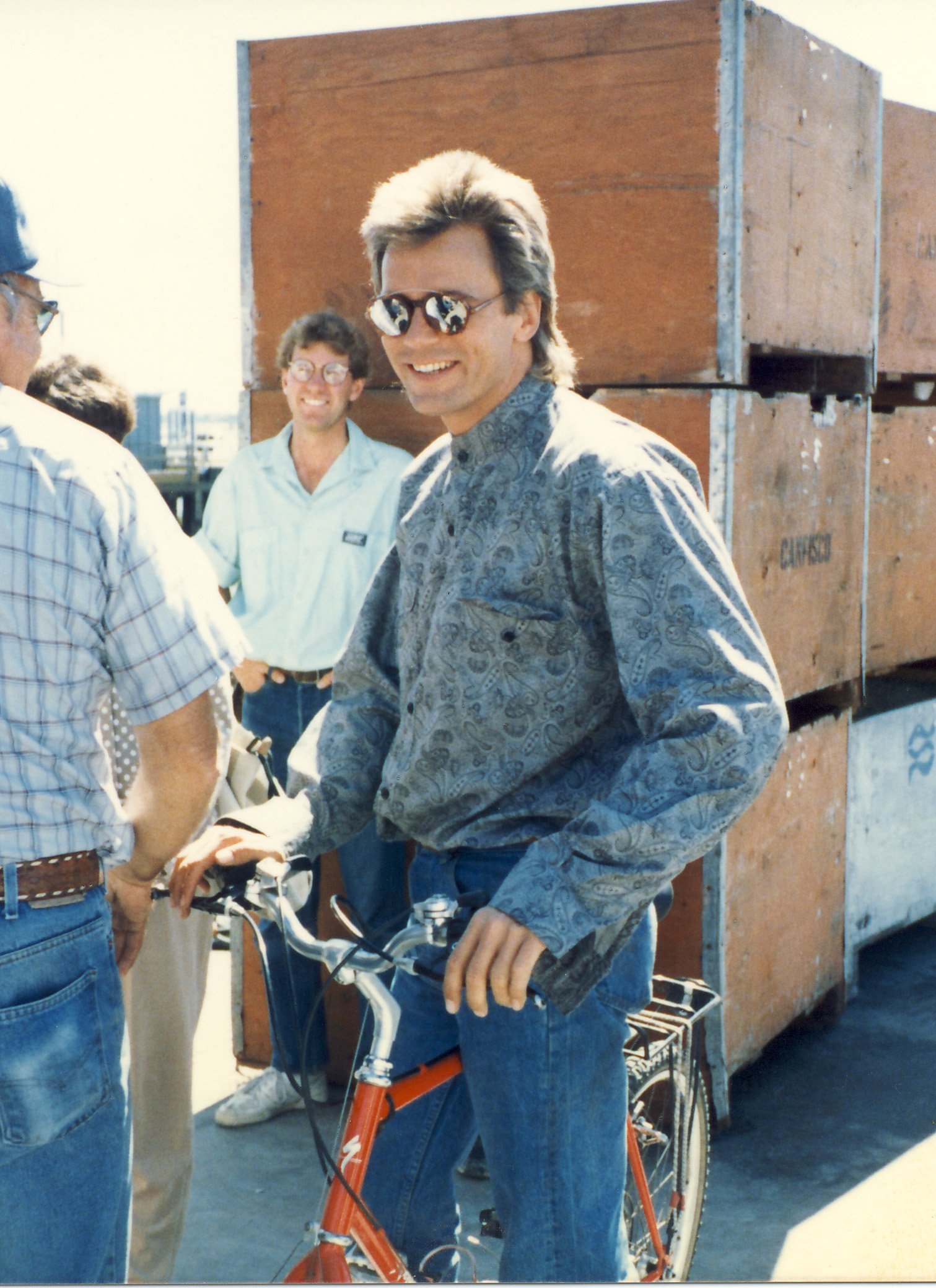
MacGyver-Darsteller Richard Dean Anderson am Set, ca. 1985

Der gegen Ende der fünften Staffel 39-jährige Angus MacGyver (der Vorname wird in der fünften Staffel zum ersten Mal erwähnt) stammt aus der fiktiven Stadt Mission City in Minnesota. Sein äußeres Erscheinungsbild prägen die ab der zweiten Staffel meist blondierte Vokuhila-Frisur und lässige, sportliche Kleidung. In seiner Kindheit starb einer seiner Freunde durch das gemeinsame Spielen mit einer geladenen Pistole. Auch infolge dieses Erlebnisses, von dem der Zuschauer in der vierten Staffel erfährt, vermeidet er im Erwachsenenalter konsequent die Benutzung von Handfeuerwaffen zur Beilegung von Konflikten. Wie sehr er den Gebrauch von Schusswaffen ablehnt, wird insbesondere während eines vorübergehenden Gedächtnisverlustes deutlich: Selbst als er schussbereit mit geladenem Gewehr einem mordlustigen Angreifer gegenübersteht, drückt er nicht ab, sondern setzt ihn anderweitig außer Gefecht. Seine Herangehensweise zur Lösung von Problemen ist generell von Vermeidung tödlicher Gewalt bestimmt. Gegnerische Personen überwältigt er meist, indem er sie in eine Falle lockt oder bei direkter Konfrontation mit gezielten Faustschlägen handlungsunfähig macht.
In der ersten Staffel übernimmt MacGyver unter anderem Aufträge für den fiktiven US-Geheimdienst Department of External Services (DXS) und für das Pentagon. Beim DXS arbeitet auch Pete Thornton (* 1933), sein Vorgesetzter und bester Freund, in einer leitenden Position. Ab der zweiten Staffel arbeiten MacGyver und Pete für die fiktive Phoenix Foundation for Research. Die landesweit vertretene und international agierende US-Denkfabrik und -Forschungseinrichtung übernimmt hauptsächlich humanitäre Missionen, die von der Unterstützung sozial Bedürftiger bis hin zur zwischenstaatlichen Friedensvermittlung reichen. Pete ist als Direktor für den operativen Bereich tätig. Das Hauptquartier der Phoenix Foundation, ein Bürohochhaus, befindet sich in Los Angeles und bildet den Hauptschauplatz vieler Episoden.
MacGyver wohnt in den ersten beiden Staffeln in einem Apartment eines Hauses an einer belebten Strandpromenade. Von der dritten bis zur sechsten Staffel lebt er auf einem Hausboot, das neben anderen Booten in einem Küstenhafen liegt. In der siebten Staffel bewohnt MacGyver wieder ein Apartment. Alle in der Serie vorkommenden Liebesbeziehungen währen nicht länger als eine Episode, was MacGyver mit dem frühen Tod seiner Eltern und einer daraus entstandenen Bindungsangst begründet. Verflossene Liebschaften bilden häufig den Ausgangspunkt für Handlungen späterer Folgen. In der Episode Tod in China, die als vorletzte erstausgestrahlt wurde und als Serienabschluss dient, erfährt MacGyver erstmals von seinem mittlerweile erwachsenen Sohn Sam. Er beendet seine Arbeit für die Phoenix Foundation und verreist mit ihm.

### MacGyverismen

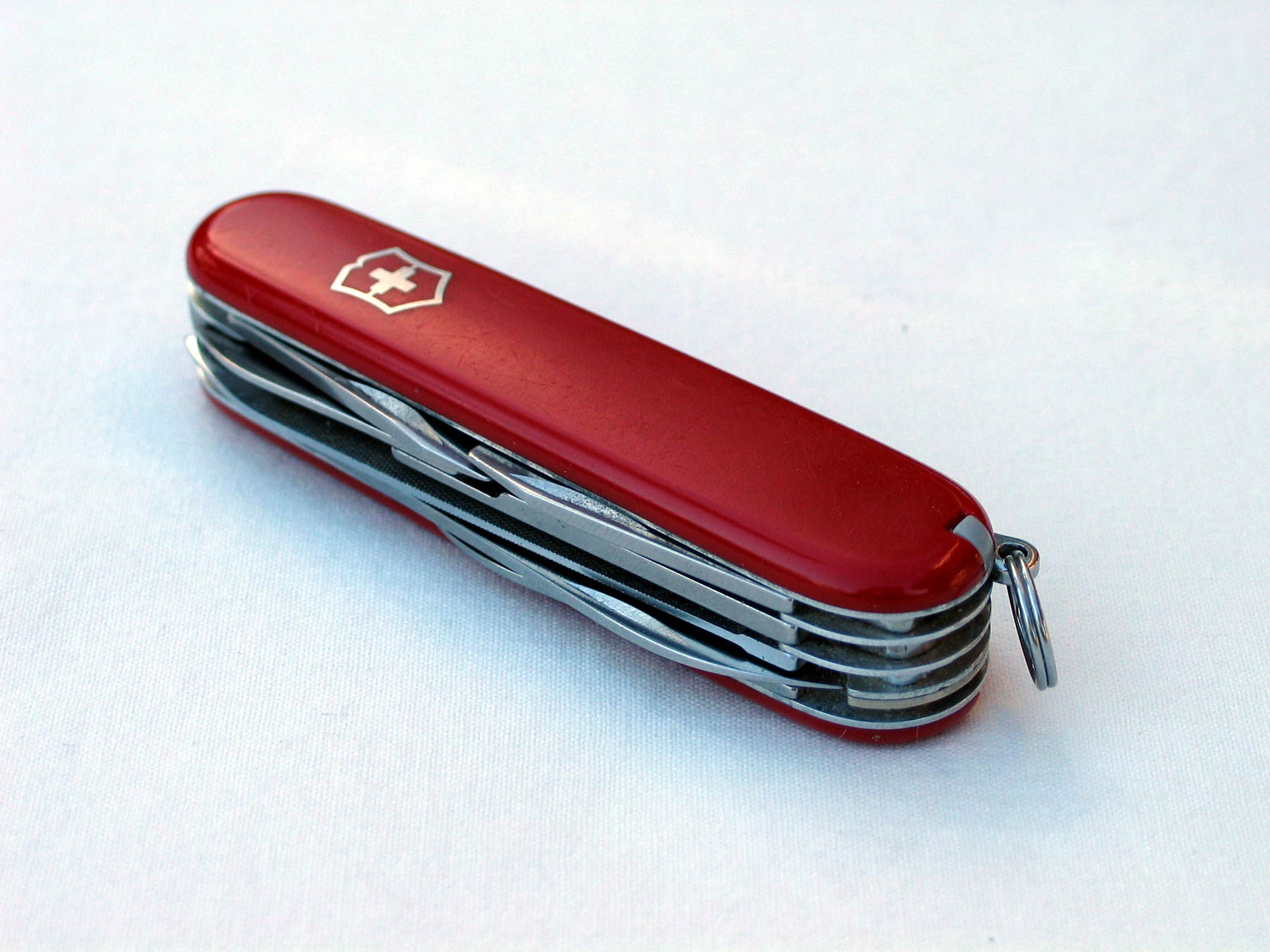
Zu MacGyvers Utensilien gehört auch ein Schweizer Messer. Bei einem Einsatz in Genf verwendet er es zum Durchtrennen des Klebebandes, mit dem ein Sprengsatz befestigt ist.

Die besondere, im Vorspann mit zahlreichen Einstellungen vorgestellte Eigenschaft MacGyvers ist es, in ausweglos scheinenden Situationen zu improvisieren und vor Ort vorhandene Gegenstände zum Entfliehen aus solchen Situationen kombinieren zu können. Zu solchen Situationen gehören die Flucht vor feindlich gesinnten Personen, das Außergefechtsetzen solcher Personen, das Entkommen aus Gefangenschaft und das Verhindern der Explosion von zeitgesteuerten Sprengsätzen. Nützlich dafür sind ihm neben meist griffbereiten Utensilien – darunter ein Schweizer Taschenmesser, Klebeband und Streichhölzer – seine Kreativität, sein Gespür für physikalische und chemische Zusammenhänge und seine handwerkliche Begabung. In der Episode Der betrogene Betrüger (Staffel 2) charakterisiert ihn eine Frau mit den für ihn typischen „MacGyverisms“ (in der deutschen Synchronfassung: „MacGyverismen“), einem auch außerhalb der Serie verwendeten Synonym für seine Erfindungen. Einige Beispiele für MacGyverismen:
- MacGyver leitet eine Frau dabei an, ein Leck an einem Schwefelsäuretank mit Schokolade zu schließen.[7]
- Durch das Aufstellen und Einschalten etlicher elektronischer Küchengeräte erreicht er, dass die per Funk übertragene Videoüberwachung gestört wird.[8]
- Mehrmals täuscht MacGyver elektronische Türöffnungsanlagen, die zur Identifizierung einen Fingerabdruck oder die Eingabe einer Ziffernkombination benötigen. Dazu macht er Fingerabdrücke sichtbar und übernimmt sie, etwa mit Billardkreide und Kerzenwachs.[9]
- Ebenfalls mehrmals hindert MacGyver feindliche Personen am Losfahren, indem er ihrem Fahrzeug den Auspuff verstopft, etwa mit einer Kartoffel.[10]
- Mindestens zweimal nutzt er eine Handfeuerwaffe mit zuvor entnommener Trommel, um damit eine Schraubenmutter zu bewegen. Damit verhindert er unter anderem eine Kernschmelze.[11]
- Es gibt weitere Beispiele für MacGyverismen, bei denen er Handfeuerwaffen einsetzt, ohne damit selbst abzudrücken. Zum Beispiel erreicht er mit allmählichem Durchbrennen eines am Abzug befestigten Fadens, dass eine Maschinenpistole in die Luft schießt und bestimmte Personen ablenkt.[12]
- In manchen Episoden verwendet er selbstgebaute Sprengsätze, um Verbrecher zu bekämpfen. Er stellt sie zum Beispiel aus Schilfrohr und Sumpfgas her.[13]
- Mit seinen Schnürsenkeln, einem Schraubenschlüssel und einer Büroklammer erreicht er, dass das Gaspedal eines Autos durch das Öffnen der Fahrertür betätigt wird und nicht durch Fußdruck.[14]
- Aus einem alten Kühlschrank, alten Textilien und einigen Propangasflaschen entsteht unter MacGyvers Leitung ein flugfähiger Heißluftballon.[15]
- Er verbindet die Leitung des Telefonapparats aus seinem Motelzimmer mit der des Apparats im Nachbarzimmer, sodass er die Telefonate der Zimmernachbarn mithören kann.[16]
- Aus Bambusholz, Kunststoffplanen und dem Motor eines Beton-Trommelmischers konstruiert er ein flugfähiges, zweisitziges Kleinflugzeug.[17] Ein anderes Mal baut er einen Flugapparat unter anderem aus Zeltplanen und dem Propeller eines Windkanals.[18]
- In einem Fotolabor und unter anderem mit Glycerin zur Papierglättung macht er die Schrift auf einem zerknüllten und verbrannten Blatt Papier wieder lesbar.[19]
- MacGyver befreit sich aus einer Pumpstation, indem er eine T-förmige Eisenstange, die in einem Hochdruckrohr steckt, schlagartig aus dem Rohr entweichen und gegen die Tür prallen lässt, die dadurch aus dem Schloss und den Angeln bricht.[20]
- Er benutzt den Magneten aus einem Walkie-Talkie, um zu verhindern, dass der Zünder einer elektronisch gesteuerten Bombe ausgelöst wird.[21]

Auch wenn physikalische Effekte und chemische Reaktionen korrekt erläutert werden, wird ihre Funktionalität bzw. Tauglichkeit zur Lösung von Problemen häufig übertrieben. So kann man zwar tatsächlich aus Aluminiumpulver und Eisenoxyd (Rost) Thermit herstellen, die im Film gezeigte Menge würde aber niemals zum Aufschweißen eines gepanzerten Fahrzeuges ausreichen, auch lässt sich die Reaktion nicht so gezielt einsetzen. Im Gegenteil, die Thermitreaktion würde eher die Türen noch fester zuschweißen.  
Sein Improvisationstalent dient MacGyver auch dazu, defekte Gegenstände zu reparieren. Zum Beispiel überbrückt er mit Kaugummipapier, das elektrisch leitfähig ist, eine defekte Sicherung, sodass der Strom wieder fließt.
Der Zuschauer erfährt schließlich, dass MacGyvers Sohn Sam über ein ähnliches Improvisationstalent wie sein Vater verfügt.

### Andere Figuren
Penny Parker ist eine junge und ausgesprochen geschwätzige und teils kindlich-naive US-Amerikanerin, die MacGyver erstmals in der ersten Staffel bei einer Mission in Bulgarien zufällig begegnet. Mit wenig Talent, aber großen Träumen, bringt sie ihr Streben nach einer Karriere im Showbusiness mehrfach in Schwierigkeiten.
Jack Dalton ist die am häufigsten auftretende Nebenfigur. Jack ist ein Pilot und ein alter Freund von MacGyver. Im Laufe der Serie baut er sich sein eigenes Flugunternehmen auf. Er überredet MacGyver oft dazu, ihm bei waghalsigen Aktionen zu helfen, für die eine Anreise per Flugzeug erforderlich ist. Dass er dabei nicht immer bei der Wahrheit bleibt, bemerken MacGyver und der Zuschauer teilweise an Jacks unfreiwillig zwinkerndem Auge. Zum Beispiel teilt Jack MacGyver mit, dass er sich in einer Notlage befinde; Jack hat sich jedoch tatsächlich absichtlich verhaften lassen und lockt MacGyver zu sich, um mit seiner Hilfe nach einem Schatz zu suchen.
Harry Jackson ist ein Großvater von MacGyver und wurde für ihn zu einem Ersatzvater, nachdem sein Vater und seine Großmutter durch einen Autounfall ums Leben gekommen waren. Sieben Jahre nach dem Autounfall verließ er MacGyver. Nach weiteren 16 Jahren treffen Harry und MacGyver in der ersten Staffel erstmals wieder aufeinander und flüchten gemeinsam vor Killern durch die Wildnis. Harry stirbt am Ende der Episode Fähre ins Jenseits (Staffel 5) an einem Herzinfarkt.
Die verwitwete Nicole Anne „Nikki“ Carpenter spielt in sechs Episoden der dritten Staffel mit und wird in der Episode Wer zuletzt lacht, lacht am besten als Versicherungsdetektivin und Schwester eines Freundes von MacGyver eingeführt. Beginnend mit ihrem nächsten Auftritt, arbeitet sie in der Phoenix Foundation, oft an der Seite MacGyvers.
Die Coltons sind eine dunkelhäutige Familie, zu der die Mutter und ihre drei Söhne Frank, Jesse und Billy gehören. Die beiden älteren Brüder, Frank und Jesse, sind Prämienjäger, die auf Kopfgeldjagd spezialisiert sind. Der junge Billy eifert ihnen bezüglich dieser Berufswahl nach. Der erste Auftritt eines Coltons ist der von Jesse in der Episode Mutter Dalton (Staffel 4). In dieser und in fünf späteren Episoden trifft MacGyver mit je einem der Colton-Brüder bei der Suche nach Kriminellen zusammen, die sie gemeinsam fortsetzen. Ihren letzten und zugleich einzigen gemeinsamen Auftritt haben die vier Coltons in der Episode Die Coltons (Staffel 7), in der MacGyver ausnahmsweise nur eine Nebenfigur ist.
Zu den wiederkehrenden Nebenfiguren, die in je drei Episoden auftreten, gehören die folgenden Personen:
- Lisa Woodman ist eine Schülerin, die MacGyver bei dem Einsatz in der Schweiz kennenlernt. Er schlichtet bei Streitereien zwischen ihr und ihren Eltern und hilft ihr aus Notlagen, darunter Alkoholsucht und Entführung.
- Earl Dent ist ein ehemaliger Häftling, der von MacGyver Hilfe bei der Resozialisierung erhält und wenn er durch Kriminelle erpresst wird.
- Mama Lorraine ist eine Voodoo-Priesterin, die in der siebten Staffel in MacGyvers Nachbarschaft ein Geschäft betreibt.

In den beiden Fernsehfilmen treten weder Pete noch die aus der Serie bekannten Nebenfiguren auf.

### Häufige Themen und Aufträge
In vielen Episoden geht es um die Aufklärung von Kriminalfällen. Dabei spielen oft Drogen, Mord, Betrug, Diebstahl, Geldwäsche und Falschgeld eine Rolle. MacGyver unterstützt einmal das Drogendezernat der städtischen Polizei, indem er ein Gerät entwickelt, mit dem sich bei Razzien Türen ohne Schusswaffe öffnen lassen. Manchmal geht es um Terrorismus. Zum Beispiel verhindert MacGyver mit seinem Großvater, dass Terroristen das Phoenix-Gebäude sprengen.
In etlichen Episoden geht es um die Suche nach einem Schatz, sei es ein Goldschatz, eine große Menge Geld oder ein archäologisch bedeutsamer Gegenstand. Entsprechende Episoden spielen oft außerhalb des Hauptschauplatzes. Nach der so genannten „Heiligen Rose“ sucht MacGyver mit einer Archäologin in Südengland und Nordfrankreich; dabei entdecken sie, dass der Laser schon viel früher als angenommen erfunden worden war. Weitere Schätze, nach denen MacGyver mit befreundeten Personen sucht, sind das Grab Alexanders des Großen und der Riesensaphir „Auge des Osiris“ in der Türkei sowie ein Schatz der Inkas in Peru, der sich letztlich nicht als das erwartete Gold erweist, sondern als Getreidevorrat. Am Nordpolarkreis ist MacGyver Teil einer amerikanisch-sowjetischen Expedition, die nach Goldbarren im Wert von Hunderten Millionen Dollar sucht.
Es gibt weitere Episoden, die in freier Wildnis spielen und häufig zeigen, dass MacGyver auch ohne zivilisatorische Hilfsmittel in der Natur leben kann. In solchen Episoden ist er im Rahmen eines Phoenix-Programms tätig oder besucht eine Freundin, entdeckt und bekämpft dabei aber ungeplant kriminelle Machenschaften. Beispiele für solche Kriminalität sind Wilderei im Nationalpark, Öldiebstahl von einer Pipeline und illegaler Umschlag von Drogen. In der Episode Erbarmungslos (Staffel 5), die in Afrika spielt, plädiert MacGyver für den Schutz der Nashörner, gegen Wilderei und die Tötung der Nashörner zur wirtschaftlichen Verwertung ihrer Hörner. In mehreren Episoden setzt er sich gegen Umweltzerstörung ein. Zum Beispiel engagiert er sich an der Seite einer Umweltschützerin gegen Rodung und illegalen Holzexport.
Einige Episoden handeln von MacGyver bei der Befreiung befreundeter oder verbündeter Personen aus der Gefangenschaft in politisch instabilen Staaten Mittelamerikas. Zum Beispiel befreit er mit der Hilfe von Jack und dessen Flugzeug Pete und eine Nonne aus der Gewalt von Rebellen, die ein Attentat auf den Präsidenten planen und von denen sie unter falschem Verdacht gefangen genommen wurden.
Mit zunehmender Häufigkeit im Serienverlauf setzt sich MacGyver für sozial schwache Menschen ein, oft im Rahmen eines entsprechenden Programms der Phoenix Foundation. Zum Beispiel arbeitet er in einem Phoenix-Programm zur Reduktion der Schulabbrecherquote als naturwissenschaftlicher Lehrer in einer Förderschule und als Mentor für einen talentierten Jugendlichen. Des Weiteren hilft er etwa einer minderjährigen Prostituierten dabei, sich aus der Macht ihres Zuhälters zu befreien, und er unterstützt Obdachlose. Mitunter bringt er Obdachlose in den Challengers Club, in dem er sporadisch ehrenamtlich hilft. Der Club, der erstmals in der Episode Druck (Staffel 4) vorkommt, dient Jugendlichen aus schwierigen sozialen Verhältnissen für Freizeitbeschäftigungen und ist wegen Geldknappheit mehrfach von der Schließung bedroht.
Mehrfach im Serienverlauf kämpft MacGyver gegen Auftragsmörder. In der ersten Staffel versuchen die Auftragskiller Axminster und Quayle, MacGyver aus Vergeltung zu ermorden, scheitern darin jedoch hauptsächlich durch die von MacGyver ersonnenen Tricks. Ab der zweiten Staffel trifft MacGyver in mindestens einer Episode pro Staffel auf Murdoc.
Die Auftragsmörderin Deborah wird auf MacGyver angesetzt, um die Entscheidung der Phoenix Foundation bezüglich eines Umweltgutachtens zu beeinflussen. Indem sie sich ihm nähert, spioniert sie ihn aus und er verliebt sich in sie. Bei ihrem Versuch, ihn heimtückisch zu ermorden, scheitert sie jedoch ebenso wie bei einer weiteren Gelegenheit in der Folgestaffel, als sie MacGyver durch die Entführung von Pete und Jack zu sich lockt. In einer anderen Episode bewahrt MacGyver die Drogendezernentin Lt. Murphy vor ihrer heimtückischen Ermordung durch den psychopathischen Serienkiller Dr. Zito, den sie einst verhaftet hatte und der sich deshalb an ihr rächen will. Zito erscheint in der Serie ein weiteres Mal und erteilt MacGyver eine Lektion in Sachen Boshaftigkeit, indem er mehrere Personen entführt.

### Murdoc
Der professionelle Killer Murdoc arbeitet – ebenso wie Quayle – mit besonderer Heimtücke. Er lockt MacGyver vorzugsweise in einen ausgeklügelten Hinterhalt, statt ihn einfach zu erschießen, wozu er mehrfach die Gelegenheit hat. Murdoc ist ein Verwandlungskünstler; er nähert sich seinen Opfern oft verkleidet, maskiert oder mit verstellter Stimme, so etwa als Krankenschwester oder als rollstuhlfahrender, frankophoner Theaterregisseur. Eingeführt in die Handlung wird Murdoc als international gesuchter Terrorist in einer Rückblende auf sieben Jahre zurückliegende Ereignisse, die das erste Aufeinandertreffen MacGyvers sowohl mit Murdoc als auch mit Pete markieren, in der Episode Totgesagte leben länger (Staffel 2). In jener Rückblende hilft MacGyver dem Geheimagenten Pete, Murdoc von beider Ermordung mit Bazookas abzuhalten. In den ersten, auf Murdoc zentrierten Episoden sinnt Murdoc auf persönliche Rache an MacGyver und Pete. Episoden mit Auftritten Murdocs enden stets mit einer Situation, in der er scheinbar tödlich verletzt wird. So etwa explodiert zu seinen Füßen ein Dynamit-Sprengsatz oder er stürzt Hunderte Meter tief oder er fällt, von einem Stromschlag getroffen, in ein Wasserbecken.
In der Episode Das Tal des Todes (Staffel 5) erfahren MacGyver und der Zuschauer, dass Murdoc bislang für die Organisation Homicide International Trust (in der deutschen Synchronfassung: Heimtückisch international töten), kurz HIT, tätig war. Weil Murdoc den aktuellen, von HIT erteilten Auftrag nicht ausgeführt hat, erpresst HIT ihn mit der Drohung, seine Schwester Ashton zu ermorden. MacGyver hilft ihm dabei, Ashton zu befreien, um ihre Ermordung nicht mitzuverantworten. Statt sich danach der Strafverfolgung zu stellen, liefert Murdoc Beweise zur Zerschlagung von HIT. Bei Murdocs Wiederkehr in der sechsten Staffel besteht HIT allerdings weiterhin und Murdoc, sich um erneute Aufnahme in HIT bewerbend, scheitert abermals darin, MacGyver zu ermorden. Deshalb lässt HIT Murdoc fallen, sodass er zwecks Geldverdienens in der siebten Staffel einem entmachteten, mittelamerikanischen Diktator zur Rückkehr an die Macht verhelfen will, wobei er wegen MacGyvers Eingreifen aber keinen Erfolg hat.

### Bezüge zu realen politischen Verhältnissen
Etliche Episoden, die überwiegend zu den ersten drei Staffeln gehören, spielen vor dem Hintergrund des Kalten Krieges. In ihnen geht es um die Befreiung von Dissidenten und anderen Personen aus staatlicher Haft, um die Konfrontation MacGyvers mit Geheimdiensten des Ostblocks, darunter KGB und GRU, und um die Inbesitznahme von Geheiminformationen auf Mikrofilm. Betreffende Episoden spielen in Bulgarien, Ungarn, der Tschechoslowakei, der DDR, der Sowjetunion und Afghanistan. MacGyvers Auftrag in der Episode GX-1 (Staffel 3) etwa ist es, das Wrack eines, mit geheimer Technologie an Bord abgestürzten US-Flugzeugs in der DDR zu finden und zu zerstören. In den Episoden Ein Akt der Menschlichkeit und Die Mauer aus der sechsten Staffel spiegelt sich das Ende des Kalten Krieges beziehungsweise der Fall des Eisernen Vorhangs. In der letztgenannten holt MacGyver eine Frau in die Vereinigten Staaten und zu ihrem Großvater, der vor dem Mauerfall über die innerdeutsche Grenze geflüchtet war und von dem einige Ex-Stasi-Mitarbeiter noch Gold zurückhaben wollen.
Einen weiteren, direkten Bezug auf ein politisches Ereignis in der Realität stellt die Episode Die Kinder vom Tienanmen-Platz (Staffel 5) dar, die ein halbes Jahr nach dem sogenannten Tian’anmen-Massaker erstausgestrahlt wurde. MacGyver hilft der chinesischen Studentenbewegung in jener Episode bei der Publikmachung des Massakers, das China bislang geheim hielt, in den USA, und in einer späteren Episode bei der Veröffentlichung von Beweismaterial für die Ausbeutung der bei dem Massaker verhafteten Studenten.
In der Episode Die Gärten des Todesbarons (Staffel 7) gerät MacGyver in die Gewalt der Tonton Macoute, einer gewalttätigen Miliz, die auf Haiti früher unter der Kontrolle des Diktators François Duvalier stand und nun in MacGyvers Nachbarschaft aktiv ist. Bei der Befreiung einer entführten Frau aus der Gewalt der Miliz, die dem Baron Samedi huldigt, hilft ihm Mama Lorraine.

### Kampf gegen rassistisch motivierte Kriminalität
In der Episode Druck (Staffel 4) wird der schwarze Co-Leiter des Challengers Clubs, MacGyvers Freund Booker Wilson, von einem rassistischen Weißen ermordet. MacGyver spürt den Mörder auf und kann nur durch einen Jugendlichen, den MacGyver zuvor Gewaltverzicht gelehrt hatte, vom hass- und racheerfüllten Verprügeln des Mörders abgehalten werden. Diese Szene stellt einen deutlichen Unterschied zu MacGyvers sonst üblichem Verhalten dar, das von Selbstbeherrschung, Rationalität und Vernunft geprägt ist.
Um rassistisch motivierte Kriminalität geht es auch in der 92. Episode (Staffel 5), die den englischen Originaltitel The Ten Percent Solution trägt und durch Sat.1 weder synchronisiert noch ausgestrahlt wurde. Sie handelt von einer politischen, US-amerikanischen Gruppierung aus Neonazis, die sechs westliche US-Bundesstaaten unter nationalsozialistische Macht beziehungsweise unter die Herrschaft der weißen Herrenrasse stellen möchten. Mit der Hilfe eines polnisch-jüdischen Holocaust-Überlebenden und der Phoenix Foundation deckt MacGyver das Vorhaben der Gruppe auf, die sich mit dem Verkaufserlös aus nationalsozialistisch konfiszierten Gemälden finanziert. MacGyver verhindert mit einem MacGyverismus, dass er und seine Mitgefangenen durch die Neonazis vergast werden.

### Erinnerungen und Fantasie-Erlebnisse
In mehreren Episoden der letzten drei Staffeln durchlebt MacGyver in Träumen oder in Gedanken Ereignisse, die nur in seiner Fantasie stattfinden. In den beiden Episoden Im Wilden Westen (Staffel 5) und MacGyvers Traumfrauen (Staffel 6) träumt er von sich als Cowboy im Wilden Westen. Die erstgenannte, in der auch Pete und die Darsteller etlicher wiederkehrender Nebenfiguren in namensgleichen Rollen auftreten, spiegelt seine Geisteshaltung auch in der Realität, für ein friedliches Miteinander einzutreten und gegen Waffengewalt und rassistische Benachteiligung. In der letzten Episode der fünften Staffel, Fähre ins Jenseits, durchlebt er in Gedanken den Abschied von seinem Großvater. Der Zweiteiler Ritter MacGyver (Staffel 7) spielt im Mittelalter und handelt im Rahmen eines Traums von MacGyver in der Rolle eines Ritters unter König Artus.
In der drittletzten Episode der zweiten Staffel sowie in der jeweils letzten Episode der vierten und sechsten Staffel erinnern sich MacGyver und seine Freunde an gemeinsame Erlebnisse, die in früheren Episoden erzählt wurden und die hier in Rückblenden erneut gezeigt werden. In einigen anderen Episoden gibt es zudem Rückblenden auf MacGyver in seiner Kindheit.

## Inszenierung
Sieben Episoden aus der ersten Staffel beginnen mit vor dem Vorspann platzierten Eröffnungssequenzen, die in den Credits als Opening Gambit bezeichnet werden und von anderen Drehbuchautoren als jenen der Haupthandlung stammen. In den meisten Episoden der ersten vier Staffeln fungiert MacGyver als Ich-Erzähler. Als solcher führt er den Zuschauer etwa in seine aktuelle Mission ein oder erklärt ihm die Funktionsweise eines MacGyverismus. In manchen Episoden, hauptsächlich in solchen älterer Staffeln, ist Archivmaterial enthalten, bei dem es sich um Aufnahmen von Flugkörpern, Tieren, Städten und Landschaften handelt, aber auch um Szenen aus Kinofilmen: Die Episode Die Diebin von Budapest (Staffel 1) enthält Szenen aus Charlie staubt Millionen ab (1969), Der Ameisenkrieg beinhaltet Material aus Wenn die Marabunta droht (1954), Ein unsichtbarer Gegner (Staffel 1) enthält im Teaser Material aus dem Film Finale in Berlin (1966) und in die Episode GX-1 (Staffel 3) wurden kleine Teile aus Top Gun – Sie fürchten weder Tod noch Teufel (1986) integriert.

## Produktion

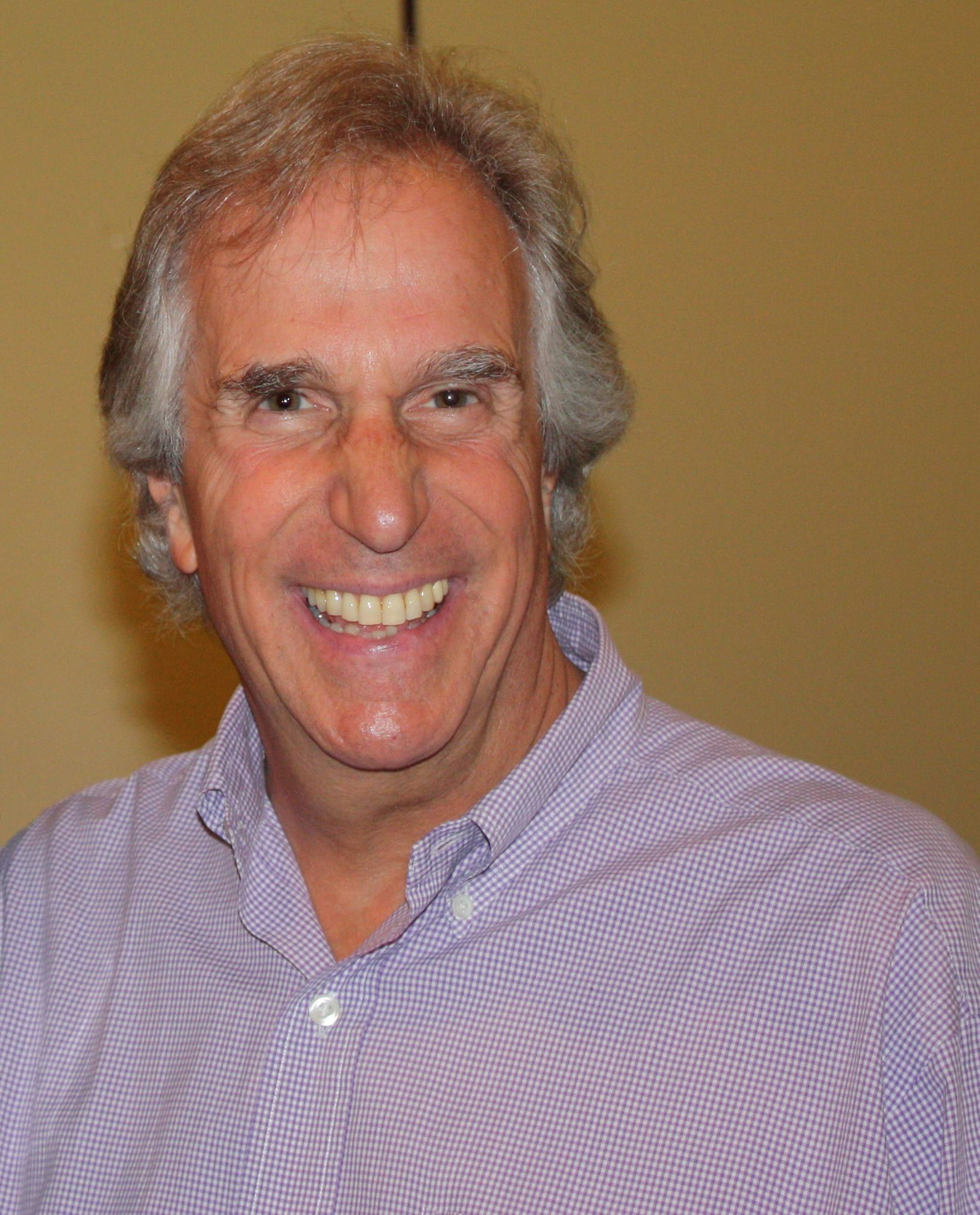
Executive Producer Henry Winkler

Eine noch sehr unbestimmte Idee von der Serie hatte der Paramount-Mitarbeiter Tony Jonas, der sie der Produktionsfirma Henry Winkler / John Rich Productions vorstellte. Winkler und Rich entwickelten daraus mindestens fünf Variationen, auf deren Basis sie durch Lee David Zlotoff ein konkretes Konzept für die neue Serie entwickeln ließen. Zlotoff wird in den Credits als Schöpfer der Serie genannt. Zuvor war er als Drehbuchautor für die Krimiserien Polizeirevier Hill Street und Remington Steele tätig, bei der letztgenannten auch als Produzent. Für die Besonderheit der Figur MacGyver, die MacGyverismen, ließ sich Zlotoff maßgeblich durch John Koivula inspirieren, der am California Institute of Technology arbeitete und ein breites Wissen in Chemie, Physik und Edelsteinkunde besaß. Darüber hinaus orientierten sich die Drehbuchautoren für die Charakterisierung der Hauptfigur im Serienverlauf sehr stark an Richard Dean Anderson, zum Beispiel stammen beide aus Minnesota.
Winkler und Rich fungierten in der gesamten Produktionszeit als Executive Producer. Winkler war zuvor Hauptdarsteller in der Comedyserie Happy Days, Rich hatte hauptsächlich für Fernsehserien der 1970er und 1980er Jahre als Regisseur und Produzent gearbeitet. Bei den beiden Fernsehfilmen fungierte Anderson im Rahmen eines Vertrages mit ABC selbst als Produzent. Mit seiner Firma Gekko Film Corp. entschied er unter anderem, die Filme in Europa spielen zu lassen.
Die MacGyverismen wurden unter Mitwirkung von Wissenschaftlern des California Institute of Technology erarbeitet, hauptsächlich durch Koivula. Zudem adaptierte man MacGyverismen aus Zuschriften, die von Zuschauern im Rahmen eines von den Produzenten veranstalteten Wettbewerbs eingingen. Manchmal modifizierten die Drehbuchautoren die MacGyverismen zu Ungunsten ihrer wissenschaftlichen Glaubhaftigkeit, um sie in die Handlung zu integrieren. Zum Beispiel würde die Anzahl der Schokoladentafeln, die in der Pilotepisode zum Schließen des Säurelecks eingesetzt werden, in der Realität nicht ausreichen. Falls sich ein MacGyverismus bei den Dreharbeiten nicht wie geplant und getestet umsetzen ließ, wurden Spezialeffekte eingesetzt. Bei MacGyverismen, die Explosiv- oder andere gefährliche Stoffe beinhalten, versuchte man durch Auslassen bestimmter Zutaten Nachahmungen zu vermeiden.
Die ersten beiden Staffeln entstanden in Hollywood. Aus Kostengründen verlagerte das Studio Paramount Television den Produktionsstandort vor Beginn der dritten Staffel ins kanadische Vancouver. Die siebte Staffel entstand wieder in Kalifornien, und zwar in Ventura County. In den ersten drei Staffeln führte Richard D. Anderson viele Stunts selbst aus. Dann verletzte er sich bei einem Stunt für die Serie so ernsthaft am Rücken, dass eine Operation nötig wurde.
Zu den ausführenden Produzenten gehörte von Serienbeginn an Stephen Downing, der vor seiner Arbeit für die Serie 20 Jahre lang Polizist in Los Angeles war. Er nutzte die Serie, um angesichts der in den USA immens hohen Zahl von Todesfällen durch Handfeuerwaffen gegen deren Benutzung einzutreten. Dazu dienten ihm die Episoden Blutsbrüder (Staffel 4), in der sich MacGyver an den schusswaffenbedingten Tod eines seiner Kindheitsfreunde erinnert, und Eine Waffe mit Vergangenheit (Staffel 6). In der zweitgenannten Episode geht es um einen Revolver, der – ähnlich wie im Mordfall Robert F. Kennedy – vor 20 Jahren einen Senator getötet hat und der, wie in den USA üblich, danach durch eine Polizeiauktion wieder in Umlauf gelangte. Ebenfalls auf Downings Idee basiert die Episode Die Kinder vom Tienanmen-Platz (Staffel 5), die dem Zuschauer die Sicht der chinesischen Studentenbewegung auf das Tienanmen-Massaker vermittelt. Bei den Dreharbeiten nutzte man ein zur chinesischen Botschaft umgestaltetes Gebäude. Reale chinesische Diplomaten versuchten durch Einsprüche bei der Polizei und dem Stab, die Dreharbeiten zu behindern.
Dana Elcar, Darsteller des Pete Thornton, litt am Grünen Star. Nach der vierten Staffel teilte er den Produzenten mit, dass er erblindet. Diese Einschränkung wurde fortan in den Drehbüchern berücksichtigt. Während der Produktion der sechsten Staffel war er praktisch blind, sodass man auch die Figur Pete erblinden ließ. Um seine Drehbuchtexte lernen zu können, ließ er sie sich vorlesen.
Zu den Regisseuren, die am häufigsten zum Einsatz kamen, gehören Charlie Correll (19 Episoden und Endstation Hölle), Cliff Bole (16), Michael Caffey (16), Michael Preece (11), Mike Vejar (17 Episoden und Jagd nach dem Schatz von Atlantis) und William Gereghty (19). In der ersten und fünften Episode wird der Regisseur mit Alan Smithee angegeben, einem gängigen Pseudonym.
Die Episode Die Coltons (Staffel 7), in der die Colton-Familie im Mittelpunkt steht, wurde ursprünglich für die sechste Staffel produziert und war als Einleitung für eine Spin-off-Serie geplant, die jedoch nie verwirklicht wurde.

## Besetzung und Synchronisation
Die Tabelle nennt die Schauspieler, ihre Rollennamen, ihre Zugehörigkeit zur Hauptbesetzung (●) bzw. zu den Neben- und Gastdarstellern (•) je Staffel und die Gesamtanzahl der Episoden mit Auftritten sowie die deutschen Synchronsprecher.
|                         |                               | Staffel | Staffel | Staffel | Staffel | Staffel | Staffel | Staffel |          | |
| Schauspieler            | Rollenname                    | 1       | 2       | 3       | 4       | 5       | 6       | 7       | Episoden | Deutscher Synchronsprecher |
| ----------------------- | ----------------------------- | ------- | ------- | ------- | ------- | ------- | ------- | ------- | -------- | --- |
| Richard Dean Anderson   | Angus MacGyver                | ●       | ●       | ●       | ●       | ●       | ●       | ●       | 139      | Michael Christian (Ursprüngl. TV-Synchronisation), Erich Räuker (DVD-Nachsynchronisation), Lutz Mackensy und Rainer Schmitt (VHS-Videos von CIC) |
| Dana Elcar              | Andy Colson                   | •       |         |         |         |         |         |         | 1        | Wolfgang Völz |
| Dana Elcar              | Peter „Pete“ Thornton         | •       | ●       | ●       | ●       | ●       | ●       | ●       | 85       | Wolfgang Völz |
| Teri Hatcher            | Penny Parker                  | •       | •       |         | •       | •       |         |         | 7        | Evelyn Maron |
| John Anderson           | Harry Jackson                 | •       | •       |         |         | •       | •       |         | 5        | Detlev Witte (Staffel 1), Arnold Marquis (Staffeln 2, 5, 6)                                                                                      |
| Michael Des Barres      | Murdoc                        |         | •       | •       | •       | •       | •       | •       | 9        | Wolfgang Ziffer |
| Bruce McGill            | Jack Dalton                   |         | •       | •       | •       | •       | •       | •       | 19       | Friedrich G. Beckhaus (1. Stimme), Michael Chevalier (2. Stimme), Hans-Werner Bussinger (3. Stimme), Jan Spitzer (Staffel 7)                     |
| Elyssa Davalos          | Lisa Kosoff alias Lisa Kohler |         |         | •       |         |         |         |         | 2        | Simone Brahmann |
| Elyssa Davalos          | Nicole Anne „Nikki“ Carpenter |         |         | •       |         |         |         |         | 6        | Simone Brahmann |
| William Morgan Sheppard | Dr. Zito                      |         |         |         | •       |         | •       |         | 2        | Friedrich W. Bauschulte (Staffel 4), Joachim Nottke (Staffel 6)                                                                                  |
| Richard Lawson          | Jesse Colton                  |         |         |         | •       | •       |         | •       | 3        | Martin Keßler |
| Cuba Gooding junior     | Ray Collins                   |         |         |         | •       |         |         |         | 1        | Frank Schröder |
| Cuba Gooding junior     | Billy Colton                  |         |         |         |         | •       |         | •       | 3        | Charles Rettinghaus |
| Cleavon Little          | Frank Colton                  |         |         |         |         | •       |         | •       | 2        | Peter Neusser (Staffel 5), Martin Keßler (Staffel 7)                                                                                             |
| Mayim Bialik            | Lisa Woodman                  |         |         |         |         | •       | •       |         | 3        | Caroline Ruprecht |
| Dick Butkus             | Earl Dent                     |         |         |         |         |         | •       | •       | 3        | Helmut Krauss |
| Della Reese             | Mama Colton                   |         |         |         |         |         | •       | •       | 2        | Barbara Ratthey |
| Kimberly Scott          | Mama Lorraine                 |         |         |         |         |         |         | •       | 3        | Barbara Ratthey |

Ehe Dana Elcar ab der elften Episode die Rolle des Pete Thornton verkörperte, wirkte er in der Pilotepisode als Nebenfigur Andy Colson mit. Auch Elyssa Davalos und Cuba Gooding Jr. waren vor Beginn ihrer wiederkehrenden Nebenrollen in der Serie in anderen, einmaligen Rollen zu sehen. Über diese Beispiele hinaus gibt es etliche Schauspieler, die innerhalb der Serie in wechselnden, meist in einer Episode pro Staffel gespielten, Nebenrollen auftraten:
| Vernon Wells - Caitlin (Staffel 1) - Paul Donnay (Staffel 3) Anthony De Longis - Piedra (Staffel 1) - Nicolai Kosoff (Staffel 3) | Kai Wulff - Stepan Frolov (Staffel 1) - Hans Visser (Staffel 4) - Ladysmith (Staffel 5) - Nicolas von Leer (Staffel 6) | Christopher Neame - Quayle (Staffel 1) - Erich von Leer (Staffel 5) - Duncan (Staffel 7) | John Considine - Foxworth (Staffel 5) - Aaron Sandler (Staffel 6) - Andrew Lawton (Staffel 7) | Herb Edelman - Tubbs (Staffel 5) - Gorman (Staffel 6) - Riggins (Staffel 7) |

137 Episoden wurden für die Sat.1-Fernsehausstrahlung durch Arena Synchron Berlin deutsch synchronisiert, Dialogregisseur und Dialogbuchautor war Peter Wesp. Wolfgang Völz, der deutsche Sprecher von Dana Elcar, hat in der Episode Ein unsichtbarer Gegner (Staffel 1) einen Kurzauftritt als Sargträger an der innerdeutschen Grenze; Archivmaterial von 1966 aus dem Film Finale in Berlin. Die Episoden 92 (The Ten Percent Solution, Staffel 5) und 111 (Harry’s Will, Staffel 6) wurden zunächst nicht deutsch synchronisiert. Die erstgenannte wurde für die DVD-Veröffentlichung nachsynchronisiert, wobei Richard Dean Anderson eine andere Synchronstimme erhielt, da sein ursprünglicher Sprecher Michael Christian 2006 verstorben war. Man griff dabei auf Erich Räuker zurück, der Anderson unter anderem auch in der Serie Stargate – Kommando SG-1 sprach.

## Fernsehausstrahlung
Bereits 1993 war die Serie in 87 Ländern weltweit ausgestrahlt worden.
|                |          | US-Erstausstrahlung auf ABC                                                               | US-Erstausstrahlung auf ABC | Deutschsprachige Erstausstrahlung auf Sat.1 und RTL Nitro        | Deutschsprachige Erstausstrahlung auf Sat.1 und RTL Nitro |
| Staffel        | Episoden | Zeitraum                                                                                  | Rang in den Nielsen Ratings | Zeitraum                                                         |                                                           |
| -------------- | -------- | ----------------------------------------------------------------------------------------- | --------------------------- | ---------------------------------------------------------------- | --------------------------------------------------------- |
| 1              | 22       | 29. Sep. 1985 – 7. Mai 1986                                                               | 47                          | 29. Aug. 1987 – 1. Nov. 1994                                     |                                                           |
| 2              | 22       | 22. Sep. 1986 – 4. Mai 1987                                                               | 41                          | 19. Dez. 1987 – 28. Nov. 1994                                    |                                                           |
| 3              | 20       | 21. Sep. 1987 – 9. Mai 1988                                                               | 53                          | 4. Feb. 1989 – 30. Dez. 1994                                     |                                                           |
| 4              | 19       | 31. Okt. 1988 – 15. Mai 1989                                                              | 46                          | 9. Dez. 1989 – 5. Mai 1990                                       |                                                           |
| 5              | 21       | 18. Sep. 1989 – 30. Apr. 1990                                                             | ?                           | 1. Jan. 1991 – 21. Dez. 1992 (außer Ep. 9), 9. Sep. 2014 (Ep. 9) |                                                           |
| 6              | 21       | 17. Sep. 1990 – 6. Mai 1991                                                               | 52                          | 27. Aug. 1991 – 22. Dez. 1992 (außer Ep. 7)                      |                                                           |
| 7              | 14       | 16. Sep. 1991 – 30. Dez. 1991 (bis Ep. 12), 25. Apr. 1992 (Ep. 13), 21. Mai 1992 (Ep. 14) | 74                          | 19. Nov. 1992 – 17. Dez. 1992                                    |                                                           |
| 2 Fernsehfilme |          | 14. Mai 1994 – 24. Nov. 1994                                                              | –                           | 15. Jan. 1995 – 22. Jan. 1995                                    |                                                           |

### Vereinigte Staaten
MacGyver startete am 29. September 1985 auf dem amerikanischen Sender ABC. Die ursprünglich anderthalb Stunden lange Pilotepisode ließ ABC auf eine Stunde kürzen. Die Serie lief fortan in wöchentlichem Rhythmus im Abendprogramm. Während der ersten Staffel wechselte sie mehrfach den Wochentag und wurde hauptsächlich sonntags und mittwochs ausgestrahlt. Ab der zweiten Staffel sendete ABC die Serie, von wenigen Ausnahmen 1991/92 abgesehen, am Montagabend. Während der zweiten und dritten Staffel war die Uhrzeit des Ausstrahlungsbeginns an der US-Westküste abhängig vom Ende der vorher ausgestrahlten Sendung Monday Night Football, ehe die Serie in der vierten Staffel an der Westküste zu der festen Uhrzeit 22 Uhr begann. Die Serie platzierte sich meist in den 50 meistgesehenen Sendungen der wöchentlichen Nielsen Ratings, erreichte darin aber selten einen der ersten 20 Ränge.
Nach der am 30. Dezember 1991 erstausgestrahlten, zwölften Episode der siebten Staffel setzte ABC die Serie wegen zu schlechter Einschaltquoten ab. Zu dem Zeitpunkt war MacGyver die längste, von ABC ausgestrahlte, 1-stündige Unterhaltungsserie. Der Los Angeles Times zufolge stellte ABC die Serie nach der siebten Staffel ein, um die neue Serie Die Abenteuer des jungen Indiana Jones auszustrahlen, die jedoch nur geringere Einschaltquoten erreichen konnte. Die Episode Tod in China wurde als Serienfinale beworben und am 25. April 1992 im Rahmen der „Night of Long Goodbys at ABC“ im Anschluss an die jeweils letzten beiden Folgen der Serien Wer ist hier der Boss? und Unser lautes Heim erstausgestrahlt; sie wurde von 13,1 Millionen Zuschauern gesehen. Die erst am 21. Mai 1992 erstausgestrahlte Episode Schweres Wasser sollte ursprünglich nicht gesendet werden, ABC entschied sich erst nach Beurteilung der Einschaltquoten von Tod in China für ihre Ausstrahlung. Der erste Fernsehfilm, Jagd nach dem Schatz von Atlantis (The Lost Treasure of Atlantis), wurde in den USA am 14. Mai 1994 erstausgestrahlt, der zweite Fernsehfilm, Endstation Hölle (Trail to Doomsday), am 24. November 1994.

### Deutschsprachige Länder
| Sende- staffel | von           | bis           | Episoden                   | Rhythmus                |
| -------------- | ------------- | ------------- | -------------------------- | ----------------------- |
| 1              | 29. Aug. 1987 | 9. Apr. 1988  | 29 aus Staffeln 1 und 2    | samstags                |
| 2              | 4. Feb. 1989  | 1. Juli 1989  | 22 aus Staffeln 1, 2 und 3 | samstags                |
| 3              | 9. Dez. 1989  | 5. Mai 1990   | alle 19 aus Staffel 4      | samstags                |
| 4              | 1. Jan. 1991  | 16. Apr. 1991 | 15 aus Staffel 5           | dienstags               |
| 5              | 13. Aug. 1991 | 8. Okt. 1991  | 8 aus Staffeln 5 und 6     | dienstags               |
| 6              | 14. Sep. 1992 | 22. Dez. 1992 | 31 aus Staffeln 5, 6 und 7 | montags bis donnerstags |
| 7              | 5. Okt. 1994  | 30. Dez. 1994 | 13 aus Staffeln 1, 2 und 3 | montags bis freitags    |

Im deutschsprachigen Raum wurden die 137 deutsch synchronisierten Episoden von August 1987 bis Dezember 1994 durch Sat.1 erstausgestrahlt, und zwar in einer teilweise stark abweichenden Reihenfolge. Von den Staffeln 1 bis 3, die Sat.1 von 1987 bis 1990 erstausstrahlte, hielt der Sender 13 Episoden zunächst zurück und strahlte sie erst 1994 erstmals aus. Die Fernsehfilme zeigte Sat.1 erstmals im Januar 1995 in Deutschland, allerdings in umgekehrter Reihenfolge. Die Episode 92 (The Ten Percent Solution, Staffel 5), die Neonazismus thematisiert, wurde auf Deutsch erstmals am 9. September 2014 durch RTL Nitro ausgestrahlt, und zwar unter dem Titel Die Frau im Hintergrund. Die Episode 111 (Harry’s Will, Staffel 6) wurde in Deutschland nie ausgestrahlt.

## Heimkino-Veröffentlichung

### Videokassetten
Zehn Episoden der Serie veröffentlichte der Verleih CIC auf fünf deutschsprachigen VHS-Kassetten, auf denen je zwei Episoden zu einem Film zusammengeschnitten sind. Die Kassetten erschienen jeweils vor der deutschsprachigen Erstausstrahlung der auf ihnen enthaltenen Episoden. Die ersten vier Kassetten enthalten Episoden aus der ersten Staffel.
- 1986: MacGyver – Er kämpft mit allen Tricks, enthält die Episoden Explosion unter Tage und Schnappschüsse mit Folgen[64]
- 1986: MacGyver 2 – Der Abenteurer, enthält die Episoden Kleine Fische, große Fische und Goldbroiler MacGyver[65]
- 1986: MacGyver 3 – Killerameisen, enthält die Episoden Der Ameisenkrieg und Die Diebin von Budapest[66]
- 1987: MacGyver 4 – Unternehmen Schwarzes Gold, enthält die Episoden Fackeln und Sechs Stunden bis zur Ewigkeit[67]
- 1990: Der Fluch der heiligen Rose, enthält die Doppelepisode Die Legende von der heiligen Rose (Staffel 5)[68]

### DVD
| Staffel | USA           | D-A-CH        |
| ------- | ------------- | ------------- |
| 1       | 25. Jan. 2005 | 18. Sep. 2008 |
| 2       | 7. Juni 2005  | 4. Dez. 2008  |
| 3       | 6. Sep. 2005  | 5. März 2009  |
| 4       | 6. Dez. 2005  | 3. Sep. 2009  |
| 5       | 14. März 2006 | 6. Mai 2010   |
| 6       | 13. Juni 2006 | 9. Sep. 2010  |
| 7       | 24. Okt. 2006 | 17. Feb. 2011 |
| 2x F    | 15. Juni 2010 | ---           |

Alle sieben Staffeln erschienen im Regionalcode 1 auf Englisch auf sieben DVD-Boxen zwischen Januar 2005 und Oktober 2006 erstmals, die Filme erschienen im Juni 2010 in einer DVD-Ausgabe mit dem Titel MacGyver: The Movies erstmals. Die Filme sind auch in der DVD-Komplettausgabe enthalten, die am 7. April 2015 unter dem Titel MacGyver: The Complete Collection erschien.
Auch im deutschsprachigen Raum (im Regionalcode 2) erschienen die sieben Staffeln. Sie wurden von September 2008 bis Februar 2011 in mehrmonatigen Abständen durch Paramount Home Entertainment in einer Box je Staffel veröffentlicht; die Boxen sind von der FSK ab 12 Jahren freigegeben. In manchen Episoden sind Szenen enthalten, die bei der deutschen Fernsehausstrahlung geschnitten wurden. Betreffende Szenen der ersten Staffel wurden für die DVD-Veröffentlichung nachträglich synchronisiert. Ab der zweiten Staffel sind sie im Originalton integriert und mit deutschem Untertitel versehen. Ein Beispiel für eine längere solche Szene sind die Bilder der rasch alternden Wissenschaftlerin Dr. Milhouse in der Episode Gefahr aus dem Weltall (Staffel 3). Episode 111 (Harry’s Will, Staffel 6) ist nur im englischen Originalton mit deutschen Untertiteln enthalten. Davon abgesehen verfügen alle Episoden über die deutsche und die englische Tonspur in Dolby Digital.
Über die deutsche Erstveröffentlichung hinaus erschienen die Staffeln auf Deutsch in folgenden DVD-Ausgaben:
- Am 9. Juni 2011 erschienen die sieben Staffeln in insgesamt 14 Boxen, d. h. in zwei Boxen je Staffel.
- Am 2. Oktober 2014 wurden die sieben Staffeln erneut in sieben separaten Boxen veröffentlicht.
- Am 2. Juli 2015 erschienen die sieben Staffeln in der Ausgabe MacGyver – Die komplette Collection.

Die beiden Fernsehfilme wurden auf Deutsch bislang nicht veröffentlicht.

### Blu-ray
Nachdem CBS ein Remastering beauftragt hat, erscheint die Serie seit 2018 auch mit hochaufgelöstem Bild auf Blu-ray. Auf Deutsch erschien zunächst nur die erste Staffel am 8. November 2018. Seit Mai 2024 ist eine Box mit der vollständigen Serie (bis auf die beiden TV-Filme) erhältlich.

### Video-on-Demand
Die Serie ist in den Vereinigten Staaten für Video-on-Demand zumindest bei Amazon Instant Video, iTunes, Vudu und CBS All Access verfügbar.

## Auszeichnungen
MacGyver wurde für das Make-up, den Tonschnitt und die Kostüme insgesamt viermal für einen Primetime Emmy Award nominiert, gewann ihn jedoch nicht. Prämiert wurde die Serie 1991 mit einem BMI TV Music Award und ebenfalls 1991 mit einem Genesis Award, der für herausragende Arbeiten im Zusammenhang mit Tieren vergeben wird. In der Saison 1989/90 wurden Cuba Gooding Jr. und Holly Fields jeweils für einen Young Artist Award nominiert. Richard Dean Anderson wurde 2005 in der Kategorie Unversicherbarster Fahrer und 2007 in der Kategorie Großartigste Ausrüstung oder bewundernswertester Apparat für sein Schweizer Taschenmesser und sein Klebeband jeweils für einen TV Land Award nominiert.
| Preis                     | Jahr | Kategorie                                          | Person(en)                      | Episode                                         | Resultat  |
| ------------------------- | ---- | -------------------------------------------------- | ------------------------------- | ----------------------------------------------- | --------- |
| Primetime Emmy Award      | 1987 | Bestes Make-up für eine Serie                      |                                 | Erinnerungen                                    | Nominiert |
| Primetime Emmy Award      | 1989 | Bester Tonschnitt für eine Serie                   |                                 | Goldrausch                                      | Nominiert |
| Primetime Emmy Award      | 1990 | Bester Tonschnitt für eine Serie                   |                                 | Von Geigen und Ganoven                          | Nominiert |
| Primetime Emmy Award      | 1992 | Beste Kostüme für eine Serie                       |                                 | Ritter MacGyver, Teil 1                         | Nominiert |
| BMI Film & TV Award       | 1991 |                                                    | Randy Edelman                   |                                                 | Gewonnen  |
| Environmental Media Award | 1991 |                                                    |                                 |                                                 | Gewonnen  |
| Genesis Award             | 1991 | Bestes Fernsehdrama                                | Paul B. Margolis, Henry Winkler |                                                 | Gewonnen  |
| Golden Reel Award         | 1991 | Bester Tonschnitt, Fernsehepisode, Dialog und ADR  | Ashley Harvey                   | Ritter MacGyver, Teil 2                         | Gewonnen  |
| TV Land Award             | 2005 | Unversicherbarster Fahrer                          | Richard Dean Anderson           |                                                 | Nominiert |
| TV Land Award             | 2007 | Beste Ausrüstung oder bewundernswertester Apparat  | Richard Dean Anderson           | Für das Schweizer Armeemesser und das Klebeband | Nominiert |
| Troféu Imprensa           | 1990 | Beste Serie                                        |                                 |                                                 | Gewonnen  |
| Young Artist Award        | 1990 | Beste junge Gastdarstellerin in einer Fernsehserie | Holly Fields                    |                                                 | Nominiert |
| Young Artist Award        | 1990 | Bester junger Gastdarsteller in einer Fernsehserie | Cuba Gooding Jr.                |                                                 | Nominiert |

Außerdem wurde die Serie 1989 durch das sich gegen Schusswaffengewalt richtende Center to Prevent Handgun Violence ausgezeichnet.

## Wirkung und Adaptionen

### Kulturelle Bedeutung
Zumindest in den englischen und deutschen alltäglichen Sprachgebrauch fand der Name MacGyver Eingang als Synonym für improvisierte Reparaturen, Erfindungen oder Basteleien. Zum Beispiel sagte der deutsche Astronaut Alexander Gerst über seinen Einsatz auf der internationalen Raumstation: „Da mussten wir in MacGyver-Manier reparieren“. Mitunter wird „MacGyver“ auch als Verb benutzt und gebeugt; gemeint ist damit das improvisierte Reparieren, Erfinden, Basteln oder Zweckentfremden von Dingen. Als Verb wurde MacGyver sowohl im britischen als auch im amerikanischen Englisch 2015 in das Online-Wörterbuch OxfordDictionaries.com aufgenommen, das vom Verlag Oxford University Press betrieben wird. Mehrere MacGyver-basierte Wörter verschiedener Wortarten wurden auch von Usern in das Urban Dictionary eingetragen, einem Online-Wörterbuch für englische Jargon-Ausdrücke.
Die Serie wird hauptsächlich wegen des Erfindungsreichtums ihrer Hauptfigur als Ikone der 1980er Jahre hervorgehoben. Die Bedeutung der Serie zeigt sich auch an ihrer Aufnahme in mehrere Bücher über populäre Fernsehserien. In dem Buch Ein Kult für alle Fälle – Die ultimativen Serien der Achtziger (Suhrkamp 2013) etwa wird MacGyver als eine von zwölf für die 1980er Jahre typischen Fernsehserien vorgestellt, wobei auch hier die MacGyverismen hervorgehoben werden. Das Technologie-Magazin Wired benannte MacGyver – in einer Reihe mit realen Personen wie John McAfee und Steve Jobs – als einen der wichtigsten „Tech Superheroes“ (Deutsch etwa: „Technik-Superhelden“).
Die preisgekrönte US-Radiosendung This American Life stellte in einer 2003 gesendeten Ausgabe, die den Titel MacGyver trug, einige MacGyverismen aus der Realität vor. Das englische Buch What Would MacGyver Do? (Penguin Books 2006) ist eine Sammlung aus 45 den MacGyverismen ähnelnden Erfindungen bzw. Reparaturen, die von Personen aus der Realität stammen. Zum Beispiel wird darin die Reparatur eines Kupplungspedals erklärt, die in einer Wüste nötig wurde, ohne das erforderliche Werkzeug verfügbar zu haben. In der US-Zeitschrift ReadyMade war regelmäßig der Wettbewerb The MacGyver Challenge enthalten, in dem Leser darum konkurrierten, etwas Nützliches aus einer Liste einfacher Gegenstände herzustellen.
Die 100. Episode (2008) der US-Dokuserie MythBusters – Die Wissensjäger ist ein MacGyver-Special, in dem verschiedene MacGyverismen nachgebaut und auf ihre Nützlichkeit geprüft wurden. Zu den Ergebnissen gehörte, dass es entgegen der Darstellung in der ersten MacGyver-Episode nicht einfach möglich ist, mit einer kleinen, mit Wasser reagierenden Menge Natrium ein Loch in eine Wand zu sprengen.
MacGyver wird oft zur Erklärung des in den 2000er Jahren aufgekommenen Internetphänomens Lifehacking verwendet. Es bedeutet so viel wie das Finden von Lösungen für Alltagsprobleme unter zweckentfremdeter Nutzung von Gegenständen aus der näheren Umgebung. Sogenannte „Lifehacks“ oder „Alltags-Hacks“ wurden als moderne MacGyverismen beschrieben.
Mehrere Rapper, darunter Ice Cube und Big Pun, erwähnten MacGyver in ihren Songs. Manche Eltern gaben ihrem Sohn nach dem Vorbild der Hauptfigur der Serie den Vornamen MacGyver. Ein Mann, der sich zwecks Überlebens einen eingeklemmten Arm selbst amputierte, erklärte, zuvor wie MacGyver in seiner Umgebung nach Lösungsmöglichkeiten gesucht zu haben. Den Namen MacGyver erhielt zudem eine App, die von Kriminellen mindestens ab 2015 für Kreditkartenbetrug verwendet wurde.
Die Kunstfigur MacGyver wurde mit dem anthropologischen Konzept der Bricolage (französisch für „Bastelei“) von Claude Lévi-Strauss in Verbindung gebracht und als archetypischer Handlungsstil beschrieben. Entsprechend wird MacGyver im Französischen oft als „Bricoleur“, als Bastler, bezeichnet.

### Bedeutung in Bildung und Wissenschaft
Die Produzenten der Serie berichteten von zahlreichen Dankesbriefen von Eltern für das gesteigerte Interesse ihrer Kinder an der Schule bzw. wissenschaftlichem Lernstoff. Bereits in den 1980er Jahren adaptierten Pädagogen in den Vereinigten Staaten die Serie für Lernmaterial. Sie führten von der Serie inspirierte Projekte durch, um damit die Kinder in kreativem Denken und Lösen von Problemen zu unterrichten.
Zumindest in Deutschland entstanden mehrere universitäre Ideen- und Kreativwettbewerbe, denen MacGyvers Erfindungsreichtum als Vorbild dient. Die Technische Universität Braunschweig etwa veranstaltet seit 2005 den industriell gesponserten MacGyver Ideenwettbewerb, bei dem Studenten und Schüler Maschinen und Apparate erfinden und konstruieren, so etwa eine Eierwurfmaschine und eine Cocktailmaschine (Stand: 30. Sep. 2016). In einer Vorlesung, die 2014 im Rahmen einer Vortragsreihe an der Justus-Liebig-Universität Gießen stattfand, wurden die in der Serie angewendeten MacGyverismen auf ihre Funktionsfähigkeit in der Wirklichkeit untersucht und zusammenfassend als teilweise übertrieben, aber als praktikabel beurteilt.
Im Rahmen eines Forschungsprojektes, das am Georgia Institute of Technology in Atlanta durchgeführt wurde und das die US Navy mit 900.000 US-Dollar finanzierte, wurde ein Roboter nach dem Vorbild von MacGyver entwickelt, d. h. ein Roboter, der seine Umgebung benutzt, um Probleme zu lösen.
Bei der MacGyver medicine (Deutsch etwa „MacGyver-Medizin“) geht es um die Patientenbehandlung unter außergewöhnlichen Umständen, d. h. unter Bedingungen, unter denen die Mediziner improvisieren müssen.
Die neuseeländischen Wissenschaftler Perera and Moriarty erklärten in einem 2011 bei BioMed Central erschienenen Paper die Funktionsweise der Versorgungsforschung anhand des MacGyver effect, d. h. anhand der „Fähigkeit, wissenschaftliche Prinzipien anzuwenden und Alltagsgegenstände in einer innovativen Weise zu benutzen, um etwas zu erschaffen, mit dem sich von Dritten aufgestellte Hindernisse überwinden lassen.“
Der US-Wirtschaftswissenschaftler Robert F. Engle, Träger des Nobelpreises für Wirtschaftswissenschaften, befasste sich mit dem finanzmathematischen Modell Dynamic Conditional Correlation, das der Schätzung von Korrelationen bei der Gesamtkapitalrentabilität dient und, ebenso wie das ARCH-Modell, ein stochastisches Modell zur Zeitreihenanalyse ist. In einem von 2007 stammenden Paper stellte er eine neue, dafür vorgesehene, Schätzmethode vor, der er in Anlehnung an MacGyvers Fähigkeit, Probleme mit den gerade verfügbaren Mitteln zu lösen, den Namen „MacGyver method“ gab. Die Fernsehserie lobte er als einen „triumph of brain over brawn“, Deutsch etwa: „Triumph des Verstandes über die Muskelkraft“. Das Paper erschien 2009 in einem Sammelband mit Aufsätzen zu Ehren des Ökonometrikers David F. Hendry.
MacGyver-Schöpfer Zlotoff entwickelte in Anlehnung an die Serie das ursprünglich „The MacGyver Method“ betitelte Konzept „The MacGyver Secret“, das der effektiven Lösung beliebiger Probleme dient und dazu das Unterbewusstsein nutzt. Er stellte es 2013 am Jet Propulsion Laboratory des California Institute of Technology vor. Das Konzept wurde ab 2013 in Studien an der psychologischen Fakultät der University of Michigan geprüft.
Nikita Coulombe führte gemeinsam mit dem Psychologen Philip Zimbardo in dem 2015 erschienenen Buch Man (Dis)connected den „MacGyver-Test“ ein, der dazu dient zu beurteilen, ob Männer in Film und Fernsehen stereotypisch dargestellt werden. MacGyver diente den Buchautoren wegen seiner Eigenschaft, gewaltlose und kreative Lösungen zu finden, als männlicher Held mit Vorbildcharakter und deshalb als Namensgeber.

### Ableger
Es entstand ein Pilotfilm für eine Ableger-Fernsehserie namens Young MacGyver, der jedoch nie ausgestrahlt wurde. Im Film steht Angus MacGyvers Neffe Clay MacGyver im Mittelpunkt der Handlung, in der der Twen die Schule aufgibt und sich der Phoenix Foundation anschließt. Wie schon bei der Originalserie fungierten Winkler, Rich und Downing als Executive Producer. Regie führte Stephen Herek, die Hauptfigur spielte Jared Padalecki. Der Film wurde durch Paramount Television produziert und 2002 an das Network The WB verkauft, nachdem ABC den Kauf abgelehnt hatte. Die Serie sollte ab 2003 ausgestrahlt werden, sie wurde aber nicht verwirklicht. Der Film ist im Internet verfügbar.
Lee David Zlotoff plante 2008, einen MacGyver-Kinofilm zu produzieren. Im Folgejahr wurde öffentlich, dass die Filmproduktionsgesellschaft New Line Cinema den Film entwickelt und dass auch Raffaella De Laurentiis als Executive Producer vorgesehen ist. 2012 vermeldete Variety, dass der Australier James Wan als Regisseur vorgesehen sei. Im März 2015 wurde bekannt, dass es für Wan keine Option mehr sei, den Film zu inszenieren.
Seit 2016 gibt es beim US-Sender CBS eine Fernsehserie, in der es um MacGyver in einem jüngeren Alter als in der ursprünglichen Fernsehserie geht. Die Titelrolle wurde mit Lucas Till besetzt (siehe Hauptartikel: MacGyver (2016)). Zusätzlich zu dieser Neubelebung als Fernsehserie plant das US-Filmstudio Lionsgate eine Leinwandadaption von MacGyver (Stand: Februar 2016).
2015 fand der internationale Wettbewerb The Next MacGyver statt, der zum Ziel hatte, Ideen für eine neue Fernsehserie zu sammeln, in der ein weiblicher Ingenieur mit Fähigkeiten ähnlich denen von MacGyver im Mittelpunkt steht. Mit der prospektiven Serie sollen junge Frauen dazu inspiriert werden, eine ingenieurwissenschaftliche Laufbahn einzuschlagen. Der mit 5000 US-Dollar für jeden Gewinner dotierte Wettbewerb wurde von Zlotoffs MacGyver Foundation zusammen mit der National Academy of Engineering und der zur University of Southern California gehörenden Fakultät Viterbi School of Engineering veranstaltet. Die aus fast 2000 Teilnehmern ermittelten, fünf Gewinner erhielten die Möglichkeit, mit Hollywood-Produzenten, darunter Roberto Orci und Anthony E. Zuiker, als Mentoren ein Drehbuch für einen Pilotfilm zu entwickeln.

### Kritik
Als Reaktion auf die Episode Blutsbrüder (Staffel 4) setzte sich die US-Schusswaffenorganisation NRA dafür ein, die Serie zu meiden und ihre Sponsoren zu boykottieren. Die konservative US-Organisation Media Research Center beurteilte die Serie in höheren Staffeln abwertend als zu liberal und setzte sie daher in der Saison 1990/91 auf ihre schwarze Liste.
Während ihrer Erstausstrahlungsdauer erhielt die Serie in den Medien kaum Aufmerksamkeit durch Kritiker. Mit dem Start der gleichnamigen Reboot-Fernsehserie 2016 würdigten allerdings einige Kritiker die Originalserie. Jürgen Schmieder etwa, Journalist der Süddeutschen Zeitung, beurteilte sie als „eine solide, in sich schlüssige Actionserie mit einer herrlich innovativen Figur“. Gleichwohl sei sie „kein fernsehphilosophisches Glanzlicht, kein gesellschaftlicher Kommentar, kein verzweigtes Drama“ geworden. In der US-Zeitschrift The Atlantic meinte Megan Garber 2016, dass die Serie gemessen an den heutigen Standards zwar kein großartiges Fernsehen und sogar auch kaum gutes Fernsehen, aber dafür etwas Einzigartiges und Singuläres, etwas gewinnend Eigenartiges und – ebenso wie ihr Protagonist – Dreistes gewesen sei.

### Mögliche Inspiration für Gewalttaten und Sprengsätze
Es gab mehrere Pressemeldungen, denen zufolge die Serie Kindern in den Vereinigten Staaten als Vorbild zum Bau von Bomben gedient habe. Executive Producer Steven Downing berichtete in der Los Angeles Times 1990, die Serie sei oft beschuldigt worden, eine Inspirationsquelle für Gewalttaten zu sein. Im Dezember 1990 wurde eine Grundschule in Los Angeles evakuiert, nachdem ein zeitgesteuerter Sprengsatz gefunden worden war, der aus zwei Modellraketen, zwei Batterien und einem Timer bestand und den ein 10-Jähriger gemäß seiner eigenen Aussage inspiriert durch MacGyver konstruiert hatte. Downing sagte zu diesem Vorfall, dass die Serie nie eine derart konstruierte Bombe gezeigt habe. Im März 1991 berichtete die Zeitung The Baltimore Sun, dass in den vergangenen fünf Monaten mindestens acht Heranwachsende aus dem Raum Baltimore schwer verletzt worden seien, als sie mit Flaschenbomben spielten, die sie aus Haushaltschemikalien hergestellt und deren Bau sie als Zuschauer der Serie gelernt hätten. Die Produzenten und das Filmstudio Paramount erklärten als Reaktion, sich keiner Schuld bewusst zu sein.
Ähnliche Berichte gab es auch aus Frankreich. 1992 kam es in einer Schule in einem nordfranzösischen Dorf zu einem Großbrand, der durch eine Jungengruppe gelegt wurde, die eine von MacGyvers Erfindungen imitieren wollte. Im selben Jahr starben zwei französische Teenager durch die Explosion einer selbstgebauten Bombe, die aus Zucker und Unkrautbekämpfungsmittel bestand und die sie zum Testen einer von MacGyver genutzten Technik gezündet hätten. Die Mutter eines der beiden Gestorbenen verklagte daraufhin die Chefs des französischen Staatsfernsehens und der Regulierungsbehörde für Film und Fernsehen. Der französische Sender France 2, der die Serie bis zwei Monate vor dem Unglück ausstrahlte, wies in einer Reaktion die Verantwortung für die Todesfälle zurück und verlautbarte, dass keine Szenen mit offenen chemischen Manipulationen gezeigt worden seien.
Im englischen Sprachraum – hauptsächlich in der Presse, aber auch in Polizeiberichten – etablierte sich der Ausdruck „MacGyver bomb“ (Deutsch etwa: „MacGyver-Bombe“) als Synonym für einen chemischen Sprengsatz.

### Bedeutung für die Werbung

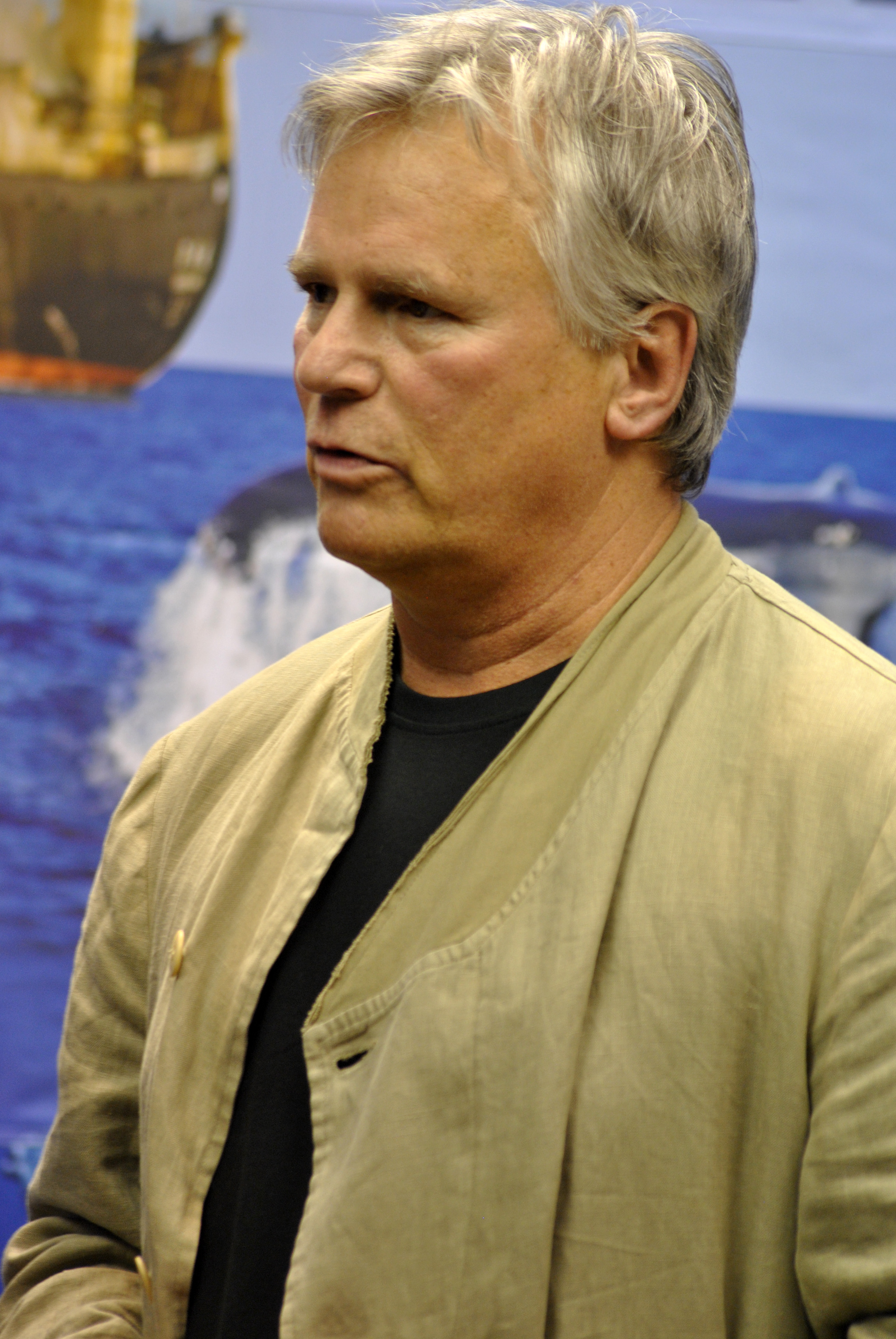
Richard Dean Anderson (2012)

Wegen seiner in Taiwan hohen Popularität als MacGyver engagierte der taiwanische Getränkehersteller Vitalon Foods Richard Dean Anderson für einige Fernsehwerbefilme. Sie wurden 1990 und 1991 produziert und bewerben das Sportgetränk Super Supau. In einem englischsprachigen Fernseh-Werbespot für McDonald’s fragte eine Mutter: „What would MacGyver do?“
Darüber hinaus verkörperte Anderson die Figur MacGyver in einigen anderen Werbespots. Dazu gehört ein 30 Sekunden langer Spot für die Kreditkartengesellschaft Mastercard, in dem MacGyver einige für MacGyverismen benötigte Alltagsgegenstände mit einer Mastercard bezahlt. Er wurde 2006 in einer Pause des 40. Super Bowl erstmals öffentlich gezeigt. 2009 folgte ein weiterer Werbespot, der in einer Pause des 43. Super Bowls gezeigt wurde und einer von mehreren MacGruber-Sketchen ist, die für Pepsi werben (siehe Hauptabschnitt: MacGruber).
2012 nahm Richard Dean Anderson die Rolle des MacGyver für die dreiteilige, zusammen etwa zehn Minuten lange Webserie MacGyver und der neue Citan auf, die Werbung für den neuen Mercedes-Benz-Van Citan macht. MacGyver betreibt darin mit seiner Tochter Caitlin einen mobilen Reparaturdienst. Bei einem Reparaturauftrag im Bürogebäude einer Versicherungsgesellschaft werden sie Zeugen eines Überfalls, bei dem Terroristen die Angestellten mit Gas betäuben und aus einem unterirdischen, geheimen Forschungslabor einen Kampfroboter stehlen. Der eine Gasmaske tragende MacGyver geht mit einer selbstgebauten Acetylenbombe gegen die Terroristen vor, die den Roboter danach an ihren Auftraggeber übergeben. MacGyver überwältigt die Personen und den außer Kontrolle geratenen Roboter, auch unter Benutzung seines Citans.

### Thematisierung in Fernsehserien
In zahlreichen Episoden von hauptsächlich US-amerikanischen Fernsehserien wurde MacGyver erwähnt, oft als Synonym für einen Erfinder, Ingenieur oder Reparateur. Zu den Serien mit häufigen Erwähnungen gehören Navy CIS, Der gefährlichste Job Alaskas und Mystery Science Theater 3000.
In der US-Zeichentrickserie Die Simpsons ist MacGyver die Lieblingsserie der Schwestern Patty und Selma Bouvier, die im Falle von Beleidigungen gegen ihren Fernsehhelden meist zu drastischen Racheaktionen neigen. In der Episode Kiss Kiss Bang Bangalore (Staffel 17) entführen Patty und Selma ihr Idol Richard Dean Anderson auf einer Stargate-Convention. In der Episode fungierte der reale Anderson, der ab 1997 eine langjährige Hauptrolle in der Serie Stargate – Kommando SG-1 spielte, als Synchronsprecher.

### MacGruber
In der US-Comedyshow Saturday Night Live, die wöchentlich auf NBC ausgestrahlt wird, wurde MacGyver von 2007 bis 2010 mit der Sketchreihe MacGruber parodiert. Die Hauptrolle des MacGruber spielte Will Forte. Die je etwa ein- bis zweiminütigen Sketche beginnen mit einer übersteigerten, von „MacGruber“-Rufen unterlegten Version des Vorspanns und zeigen stets ein ähnliches Szenario. Darin ist MacGruber, ebenfalls mit Vokuhila-Frisur, zusammen mit zwei anderen Personen in einem Raum eingesperrt, in dem sich ein zeitgesteuerter Sprengsatz befindet, für dessen Entschärfung ihm noch 20 Sekunden bleiben. Meist gerät MacGruber mit einer Person in Streit und vernachlässigt darüber – trotz Zwischenrufen der zweiten, weiblichen Person über die verbleibende Restzeit – die Entschärfung der Bombe, für die er bereits Utensilien wie Schnürsenkel, Büroklammer und Gemüse parat liegen hat. Der Raum befindet sich meist in einem großen Bauwerk – etwa einem Frachter oder einer Raffinerie –, welches durch die Bombe am Ende des Sketches in einem Feuerball explodiert. Bei der ersten, zusätzlichen Person handelt es sich manchmal um den von Richard Dean Anderson gespielten und sichtlich gealterten MacGyver, über den der Zuschauer in kurzen Rückblenden erfährt, dass er der Vater von MacGruber ist. Beim Entschärfen der Bombe schlägt MacGyver – wie in der Fernsehserie – mitunter vor, mit Bedacht und ohne Hektik vorzugehen. Es gibt sechs MacGruber-Sketche, in denen MacGyver auftritt und bei denen es sich um Werbespots für Pepsi handelt.
Aus der MacGruber-Sketchreihe ging 2010 der auch als Parodie auf MacGyver angelegte Kinofilm MacGruber hervor, ebenfalls mit Will Forte in der Titelrolle. In weiteren Rollen sind auch Val Kilmer und Powers Boothe zu sehen. In der Handlung wird MacGruber, der sich in einem Kloster zur Ruhe gesetzt hat, zur Rettung vor einer nuklearen Katastrophe reaktiviert, die ein Bösewicht mit einer auf Washington, D.C. gerichteten Nuklearrakete auslösen will. Mit einem weltweiten Einspielergebnis von 9,3 Millionen US-Dollar verfehlte der Film es nur knapp, sein Budget von 10 Millionen US-Dollar wieder einzuspielen. Die Kritiken fielen gemischt aus: Während das deutsche Lexikon des internationalen Films den Film als eine „amüsante und kenntnisreiche Parodie“ lobte, zeigte sich der britische Guardian enttäuscht darüber, dass der Film weniger einfallsreich ende als das Material, das er vorgibt zu parodieren. In Deutschland erschien der Film nicht im Kino, sondern wurde 2011 auf DVD veröffentlicht und 2013 bei RTL erstausgestrahlt. Bevor der Film in den USA erschien, kündigte Zlotoff in den Medien an, juristische Schritte gegen die Produktionsfirma Relativity Media und den Verleih Universal Pictures zu prüfen, weil der Film Urheberrechte verletze. 2016 wurde bekannt, dass eine Fortsetzung des Kinofilms in Vorbereitung ist.

### Andere Parodien
Im April 1991 erschien in dem US-Satiremagazin MAD ein 5-seitiger Comic, der die Serie parodiert, mit dem Titel MacGimmick. Darin lebt MacGimmick, der äußerlich MacGyver stark ähnelt, in einem zu einem Baumhaus umfunktionierten Boot. Er hilft einer Frau, die bei einem Exportunternehmen arbeitet, beim Überführen des Firmenchefs, der illegal Waffen in die dritte Welt liefert. Vor dem Eindringen in das Firmengebäude verwechselt MacGimmick das Kabel der Gefahrenmeldeanlage, die er zu überwinden versucht, mit einem Stromkabel und erhält deshalb einen elektrischen Schlag. Während er zwecks Zutritt zum Gebäude mit einem Gabelstapler eine Wand einreißt, betritt die Frau das Gebäude durch eine unverschlossene Tür.
In manchen Kinofilmen wurde MacGyver parodiert. Dazu gehört Scary Movie 2, in dem Cindy, eine Hauptfigur, Alltagsgegenstände zum Bauen eines Mini-Bulldozers verwendet.

### Merchandising-Produkte
Unter dem englischen Titel MacGyver on Ice erschien bei Armada Books 1987 der bislang einzige Roman zur Serie. Er wurde von Mark Daniel verfasst, spielt in Alaska und handelt von MacGyver bei seinen Bemühungen, einen General davon abzuhalten, die russische Bevölkerung mit einer biologischen Waffe auszulöschen.
Von 2012 bis 2013 erschien auf Englisch bei Image Comics die fünfteilige Comic-Miniserie MacGyver: Fugitive Gauntlet. Sie handelt von MacGyver in Kenia, wo er seinen früheren Biologie-Professor trifft, der einen Durchbruch bei der Lösung des Welthunger-Problems gefunden zu haben glaubt. Er gerät in Gefahr durch ein auf ihn ausgesetztes Kopfgeld und durch Killer, die ihn als Kriminellen verfolgen. Serienschöpfer Zlotoff, der bei dieser Comicserie als Autor fungierte, ließ sich von einem Ingenieur beim Ausarbeiten der enthaltenen MacGyverismen helfen. Aus der Serie bekannte Nebenfiguren spielen nicht mit, weil Zlotoff nur die Rechte an der Hauptfigur und der Pilotepisode von MacGyver besaß. Die Comicserie erschien bisher nicht auf Deutsch.
Im Mai 2014 erschien sowohl auf Englisch (Titel MacGyver: Deadly Descent) als auch auf Deutsch (Titel MacGyver: Tödlicher Abstieg) ein 3-dimensionales, interaktives Puzzle-Handyspiel für die Plattformen Android (ab Version 2.3) und Apple iOS (ab Version 4.3). Darin befindet sich MacGyver in einem Wettlauf gegen die Zeit, bei dem er eingeschlossene Personen erreichen und retten muss, die infolge des Ausbruchs eines Computervirus in einem unterirdischen Bauwerk eingesperrt sind. Das Spiel wurde von Fairplay Media zusammen mit Lee David Zlotoff entwickelt. Golem.de kritisierte, dass es dem Spiel, abgesehen von Name und Titelfigur, am Bezug zur Fernsehserie mangele.
Der US-Webversand IFixit bot 2014 das MacGyver Action Hero Toolkit zum Verkauf an, eine Schachtel mit Alltagsgegenständen wie Kerze, Schnürsenkel, Klebe- und Gummiband.